# Teodor (escultor)
Teodor (Theodorus,  Θεόδωρος) fou un escultor grec d'època desconeguda que va esculpir els famosos baixos relleus coneguts com la Tabula Iliaca. El seu nom apareix a una inscripció a sota que diu:  ΘΕΟΔΩΡΗΟΣΗΙΤΕΧΝΗ, és a dir Θεοδώρειος ἡ τέχνη.